# Morska farma wiatrowa
Morska farma wiatrowa (MFW) – instalacja stanowiąca wyodrębniony zespół urządzeń służących do wytwarzania energii, w skład którego wchodzi jedna lub więcej morskich turbin wiatrowych, sieć średniego napięcia wraz ze stacjami elektroenergetycznymi zlokalizowanymi na morzu, z wyłączeniem urządzeń po stronie górnego napięcia transformatora lub transformatorów znajdujących się na tej stacji.